# Мшелоїмство
Мшелої́мство (від дав.-рус. і староцерк.-слов. мьшелъ — «річ, майно»; у церковнослов'янському вжитку — «мзда, користь, прибуток») — пристрасть до речей. У сучасній мові слово використовується в релігійному контексті, як порочна (гріховна) пристрасть до збирання непотрібних речей. Це може мати форму хабарів речами (хабарництво), пристрасті до подарунків, даремного колекціонування і навіть до збирання непотребу.

## Трактування
Мшелоїмство згадується як вид гріха в молитвословові в «Сповіданні гріхів повсякденних». Молитвослови складалися стосовно чернечого життя. У такому контексті це слово позначає збирання (накопичування) ченцем в своїй келії необов'язкових йому в ужитку яскравих, цінних предметів. У статуті рязанського Свято-Троїцького чоловічого монастиря вказано:

Ченцям неетично заводити в келії зайвих речей, впадати в гріх мшелоїмства. Найкращою прикрасою чернечої келії служать святі ікони і книги Святого Письма, а також творіння Святих Отців. Келія ченця містить крайній мінімум всього, без чого не можна обійтися в ній. Келія повинна бути красною не речами, а духом віри і молитви ченця, що живе в ній. Світські ж і мирські речі та приладдя не повинні знаходитися в келії.